# Orolestes wallacei
Orolestes wallacei är en trollsländeart som först beskrevs av Kirby 1889.  Orolestes wallacei ingår i släktet Orolestes och familjen glansflicksländor. IUCN kategoriserar arten globalt som livskraftig. Inga underarter finns listade i Catalogue of Life.